# Вася (лунный кратер)
Кратер Вася (лат. Vasya) — крохотный ударный кратер в западной части Моря Дождей на видимой стороне Луны, в месте посадки космического аппарата Луна-17 с Луноходом-1. Название дано по уменьшительной форме русского мужского имени в честь члена экипажа первого расчёта телеоператорного управления Луноходами Василия Ивановича Чубукина и утверждено Международным астрономическим союзом в 2012 г. В связи с небольшим размером кратера по правилам МАС для него было выбрано личное имя, в отличие от наименований больших кратеров, называемых в честь конкретных учёных.

## Описание кратера

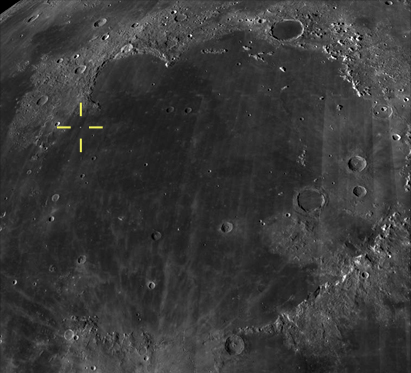
Месторасположение кратера на снимке Моря Дождей

Кратер находится в крайней южной точке маршрута Лунохода-1. Кроме этого кратера на маршруте Лунохода-1 собственные имена получили кратеры Николя, Слава, Игорь, Костя, Витя, Гена, Боря, Валера, Коля, Леонид и Альберт. Селенографические координаты центра кратера 38°18′ с. ш. 35°00′ з. д. / 38,3° с. ш. 35° з. д., диаметр 0,1 км.
Кратер имеет чашеобразную форму и испещрен множеством еще более крохотных кратеров.

## Сателлитные кратеры
Отсутствуют